# 2086 Newell
2086 Newell eller 1966 BC är en asteroid i huvudbältet, som upptäcktes 20 januari 1966 av Indiana Asteroid Program vid Indiana University Bloomington med Goethe Link Observatory. Asteroiden har fått sitt namn efter Homer E. Newell Jr.
Asteroiden har en diameter på ungefär 6 kilometer.